# Geetgawai
Geetgawai ou geet-gawai (em boiapuri:गीत गवाई, significando "canções cantadas") é uma celebração e cerimónia pré-nupcial, praticada principalmente pelas comunidades falantes da língua boiapuri da Maurícia, originárias da Índia. A cerimónia combina rituais, orações, canções, músicas e danças. O palco desta festa é o lar de um dos futuros cônjuges e o ritual é tradicionalmente realizado pelas mulheres da família e pelos vizinhos do casal. Cinco mulheres casadas colocam cúrcuma, arroz, flores e dinheiro sobre um pano, enquanto as outras mulheres em seu redor cantam canções em homenagem aos deuses e deusas. Uma vez santificado o local da cerimónia, a mãe do noivo ou da noiva, acompanhada de um baterista, homenageia os instrumentos musicais que serão tocados durante a celebração do rito, entre os quais se destaca um tambor de dois tambores. chamado dholak. Em seguida, músicas estimulantes são executadas e todos os participantes começam a dançar.
O geetgawai é uma expressão da identidade cultural e da memória coletiva das comunidades de língua boiapuri, que dá aos praticantes um sentimento de orgulho e contribui para o fortalecimento da coesão social, removendo as barreiras de classe social e de casta. As gerações mais velhas transmitem às gerações mais jovens, formal ou informalmente, as práticas e conhecimentos ligados a esta cerimónia tradicional através da observação e participação no seio das famílias, bem como nas escolas domésticas e centros comunitários. e educacional. Hoje, o ritual geetgawai pode ser praticado em público e os homens podem participar na sua celebração.
O geetgawai foi integrado pela UNESCO na lista representativa do Património Cultural Imaterial da Humanidade em 2016.